# Rudolf Leuckart (Chemiker)
Carl Louis Rudolf Alexander Leuckart (* 23. Juni 1854 in Gießen; † 24. Juli 1889 in Leipzig) war ein deutscher Chemiker.

## Leben
Rudolf Leuckart wurde 1854 als Sohn des angesehenen Zoologen Rudolf Leuckart in Gießen geboren. Er besuchte zunächst das Großherzogliche Gymnasium zu Gießen und von 1869 bis 1873 die Thomasschule zu Leipzig. Danach leistete er seinen Wehrdienst im Königlich Sächsischen 8. Infanterie-Regiment „Prinz Johann Georg“ Nr. 107 ab. Als Reserveoffizier erreichte er den Dienstgrad eines Premierlieutenants.
Anschließend studierte er Chemie, Physik und Mineralogie bei Robert Wilhelm Bunsen und Gustav Robert Kirchhoff in Heidelberg und bei Hermann Kolbe in Leipzig, wo er 1879 zum Dr. phil. promoviert wurde. Nach weiteren Studien ab 1880 bei Adolf von Baeyer in München habilitierte er sich 1883 an der Universität Göttingen, wo er als Assistent und Privatdozent mit Hans Hübner und Victor Meyer zusammen wirkte. Später wurde er außerordentlicher Professor.
Nach einem Sturz vom Balkon starb Leuckart 1889 in Leipzig.

## Wissenschaft
Die Leuckart-Wallach-Reaktion geht auf ihn (1885) und den nachmaligen Nobelpreisträger Otto Wallach (1892) zurück. Sie beschreibt die reduktive Aminierung von Ketonen und Aldehyden mit Methansäure. Darüber hinaus forschte er zu anderen Verbindungen wie den isomeren Monobromzimtsäuren und der (un-)symmetrischen Dimethylbernsteinsäure.

## Schriften (Auswahl)
- Ueber Aethylharnstoff und einige seiner Derivate. In: Journal für Praktische Chemie 21 (1880), 1–38. doi:10.1002/prac.18800210101
- Ueber das Verhalten der beiden isomeren Monobromzimmtsäuren gegen concentrirte Schwefelsäure. In: Berichte der deutschen chemischen Gesellschaft 15 (1882), 16–21. doi:10.1002/cber.18820150106
- Ueber eine neue Bildungsweise von Tribenzylamin. In: Berichte der deutschen chemischen Gesellschaft 18 (1885) 2, 2341–2344. doi:10.1002/cber.188501802113